# Lifelines (a-ha)
Lifelines è il settimo album in studio del gruppo musicale norvegese a-ha, pubblicato nel 2002.

## Descrizione
Questo è l'ultimo album del gruppo registrato con la Warner Bros.

## Tracce
1. Lifelines – 4:17 (Magne Furuholmen)
2. You Wanted More – 3:39 (testo: Magne Furuholmen – musica: Magne Furuholmen, Morten Harket)
3. Forever Not Yours – 4:06 (testo: Ole Sverre-Olsen – musica: Morten Harket, Magne Furuholmen)
4. There's a Reason For It – 4:21 (Paul Waaktaar-Savoy)
5. Time and Again – 5:03 (Paul Waaktaar-Savoy)
6. Did Anyone Approach You – 4:10 (Paul Waaktaar-Savoy)
7. Afternoon High – 4:30 (Paul Waaktaar-Savoy)
8. Oranges On Appletrees – 4:16 (testo: Magne Furuholmen – musica: Magne Furuholmen, Morten Harket)
9. A Little Bit – 4:10 (Paul Waaktaar-Savoy)
10. Less Than Pure – 4:13 (Paul Waaktaar-Savoy)
11. Turn The Lights Down – 4:14 (testo: Magne Furuholmen, Morten Harket – musica: Morten Harket, Magne Furuholmen)
12. Cannot Hide – 3:19 (testo: Morten Harket, Sverre-Olsen – musica: Morten Harket, Martin Landquist)
13. White Canvas – 3:27 (Magne Furuholmen)
14. Dragonfly – 3:19 (Magne Furuholmen)
15. Solace – 4:20 (Magne Furuholmen)

Durata totale: 61:24

## Formazione
- Morten Harket – voce
- Magne Furuholmen – tastiere, pianoforte, chitarra acustica, voce
- Paul Waaktaar-Savoy – chitarra elettrica, chitarra acustica, basso elettrico, voce